# Central (Alaska)
Central is een plaats (census-designated place) in de Amerikaanse staat Alaska, en valt bestuurlijk gezien onder Yukon-Koyukuk Census Area.

## Demografie
Bij de volkstelling in 2000 werd het aantal inwoners vastgesteld op 134.

## Geografie
Volgens het United States Census Bureau beslaat de plaats een oppervlakte van
646,1 km², waarvan 642,2 km² land en 3,9 km² water.

## Plaatsen in de nabije omgeving
De onderstaande figuur toont nabijgelegen plaatsen in een straal van 120 km rond Central.